# Mezoregion Sul Amazonense

Mezoregion Sul Amazonense

Mezoregion Sul Amazonense – mezoregion w brazylijskim stanie Amazonas, skupia 10 gmin zgrupowanych w trzech mikroregionach. Liczy 476.097,8 km² powierzchni.

## Mikroregiony
- Boca do Acre
- Madeira
- Purus